# Radio Rochela
Radio Rochela fue una serie de televisión venezolana enfocada en la comedia, la cual fue producida y transmitida por Radio Caracas Televisión. El programa tenía como formato el parodiar la situación político-social, la inmigración, la marginalidad, políticos, artistas, telenovelas y concursos como el Miss Venezuela de Venevisión, entre otros. Desde el 2012 todos sus programas son retransmitidos en la cadena TV Venezuela.
Alcanzó fama internacional llegando a ser conocido no solo en Hispanoamérica, sino también en España y otras naciones europeas.

## Historia

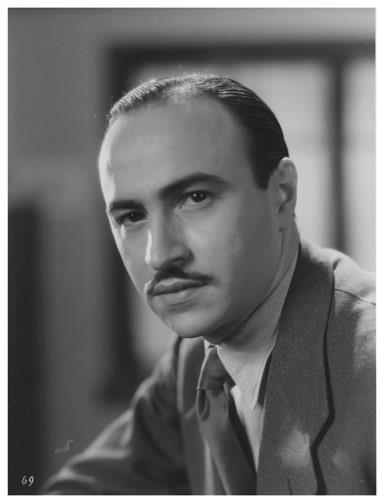
Tito Martínez del Box, creador de «Radio Rochela».

### Inicios (1959 - 1964)
Hacia finales del año 1959, un grupo de estudiantes de la UCV, en Caracas, realizaban una serie de presentaciones humorísticas en la Facultad de Arquitectura. Entre ellos se encontraban Cayito Aponte, Charles Barry, Juan Ernesto López (Pepeto) y Beto Parra, entre otros.
El productor argentino Tito Martínez del Box observó una de estas presentaciones y no paró de reír, razón por la cual invitó a estos estudiantes a participar en El Show de las Doce, que era conducido por Víctor Saume. De esta forma los estudiantes hicieron varias presentaciones en el programa, que salía al aire al mediodía, en vivo por RCTV.
Su éxito fue tal que en 1961 obtienen su propio programa, el cual fue llamado La gran cruzada del buen humor y, después, Radio Rochela; con el cual se transmitió hasta el 24 de enero de 2010, fecha en que el canal dejó de transmitir por segunda vez.

### Éxito Nacional (1964 - 1992)
Transmitía todos los lunes a las 08:00 p. m. por el canal RCTV, siendo uno de los programas más seguidos en la Caracas de los primeros años sesenta, y posteriormente a nivel nacional.
Tito Martínez del Box creó, en 1964, El Show de Joselo en la que era la principal figura el actor cómico Joselo (quien trabajó con mucho éxito en Radio Rochela, donde inició su carrera en 1960). Este último programa en 1974 pasa a Venevisión hasta 1980, luego regresa a RCTV en 1981 y al año siguiente regresa al llamado canal de La Colina.  

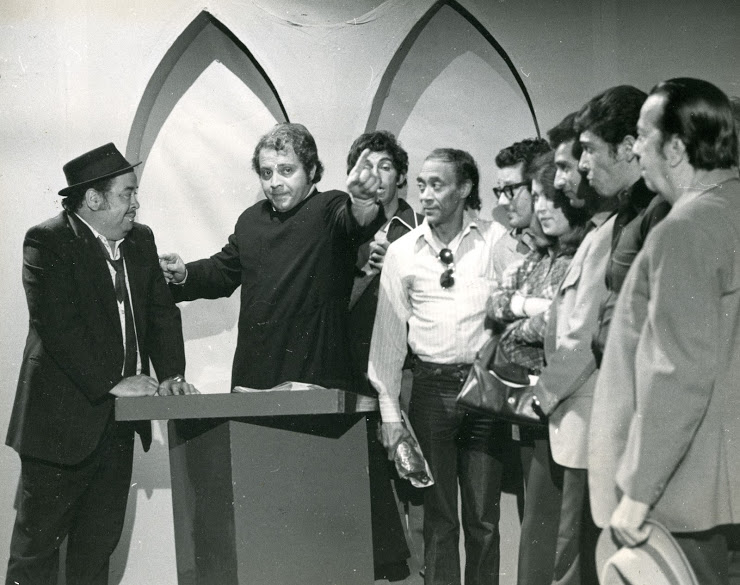
Gilberto Varela dirigiendo un sketch de Radio Rochela.

Radio Rochela es considerado el programa humorístico más longevo de la historia, según el Récord Guinness, título del que se hizo merecedor cuando solo contaba con poco más de 40 años en el aire. Juan Ernesto López, «Pepeto», asegura que el nombre de Radio Rochela se lo puso el actor Edmundo Valdemar.
Durante la década de 1980, se incorpora al elenco de humoristas, el actor mexicano Carlos Villagrán tras su despido de El Chavo del 8 en Televisa, y quien para entonces trabajaba en los programas Federrico y Kiko Botones.

### Competencia con Venevisión y bajada de audiencia (1992 - 2006)
A principios de 1982, surge en Venevision una competencia para Radio Rochela siendo el para entonces novato Bienvenidos de Miguel Ángel Landa, un programa de humor blanco y familiar que a diferencia de Radio Rochela, era rentable para todos los públicos, esto sumado a que posteriormente en 1992 muchos actores y escritores del show fueron despedidos y otros renunciaron siendo contratados posteriormente en el canal competencia Venevisión, donde surgieron otros programas de humor como Cheverísimo y Sal y Pimienta, este último siendo una serie basada en los personajes de Radio Rochela: Flora & Hortensia; estas producciones tuvieron un considerable éxito pues en el caso de Sal y Pimienta se conservaron a los escritores originales y a las actrices Nelly Pujols e Irma Palmieri, esto provocó una demanda entre Venevision y RCTV por los derechos de Flora y Hortensia, la cual fue ganada por RCTV quienes reestrenaron el sketch sin las actrices originales, siendo reemplazadas por Norah Suárez y Martha Piñango.
En abril de 1993 el entonces Ministro de Transporte y Comunicaciones Fernando Martínez Mottola había anunciado la suspensión de la transmisión de este programa junto con Cheverísimo alegando que los mismos promovían antivalores como «chabacanería». Mas las quejas del público lograron revertir tal medida. En realidad el motivo de ello fue producto de una parodia acerca de un suceso meramente político.

### Decadencia y final (2006 - 2010)
El 4 de junio de 2007, una semana después de salida oficial de RCTV, se realizó un especial de Radio Rochela que se transmitió por Globovisión durante el programa Aló Ciudadano. El 16 de julio del mismo, RCTV reanudó la emisión por cable y satélite, y también lo hizo con su «Radio Rochela» con Wladimir Giménez como productor ejecutivo y Álvaro Ignacio «Nacho» Palacios como jefe de guionistas.

 The closure of "Radio Caracas Television" - RCTV ..... (is the end of) the longest running comedy show (at 48 years) in the world: Radio Rochela. This beloved show is a Monday evening fixture that is the most watched program on Venezuelan television.
El cierre de Radio Caracas TV... (es el fin de) el más longevo programa de comedia (con casi 48 años) en el mundo: Radio Rochela. Este muy querido show es un programa del lunes por la noche, el cual es el más visto en la TV venezolana).

Duke Romero Banks

El 18 de enero de 2010 este programa fue transmitido por última vez por RCTV Internacional, debido al cese de transmisiones por parte del canal transmisor, el 24 de enero. En esta ocasión, al igual que cuando el gobierno de Hugo Chávez decidiera no renovarle la concesión a la emisora que lo transmitía (RCTV) en 2007, hubo muchas manifestaciones contrarias a su cierre.
El programa siendo emitido semanalmente por 51 años. Las 52 semanas se multiplicaron por 51 (años), menos los días que RCTV estuvo fuera del aire por cierres en los años 1961, 1978 y principios de los 80s (debido a incendios que tuvo el canal), junto a la no renovación de su concesión en 2007 por 49 días, las cuentas darían un total 2652 episodios de las 52 temporadas.
En el año 2012, es lanzada una cadena en reemplazo de RCTV Internacional exclusiva para los Estados Unidos, esta sería llamada TV Venezuela y desde su lanzamiento todos los programas antiguos de Radio Rochela son transmitidos en diferido los lunes a las 08:00 p. m..

## Formato del programa
Radio Rochela es un programa sin formato fijo y, por su desenfado, da la impresión que hubiera mucha improvisación; esto se nota incluso por la ausencia de presentadores (salvo en contados programas). Las secciones (llamados «episodios» en el argot televisivo) no suelen recibir nombres pero, con los nombres de los mismos protagonistas, el público televidente tiene una idea del mismo.
Los chistes y situaciones por lo general son de carácter muy local, tanto cultural como en lenguaje. El programa fue transmitido por dos años por la cadena estadounidense de habla hispana Galavisión, perteneciente a Univisión.
El sketch de Los Woaperó batió récord de audiencia: alcanzó 94,8% de cuota de audiencia. «Aflojaaa», el grito de «El chévere», personaje de Charles Barry, fue uno de los emblemas del Show de las Doce. Los productores de Radio Rochela tenían como norma nunca parodiar a presidentes de Venezuela en ejercicio, exceptuando las últimas emisiones con Hugo Chávez.
Otros episodios conocidos incluyen: «El optimista», «Miss consejos», «La niñita», «Mi hermanito», «Súper piojo», «Los franceses», «Saturnino», «La Venezuela bonita», «La farmacia», «Flora y Hortensia», «Casanova», «Foco fijo», «Los colombianos», «El Che Gaetano», «El portugués», «Félix Gonzalito», «¡Afloja!», «Papu-papa», «La línea caliente», «Lilí y Lulú», «El hermano Cocó», «Happy Harry», «Los Jordan», «Rafucho el maracucho», «Los vampiros»,  «El chef Guevara», «el Chunior», «Escarlata y Perolito», «Juanito el machazo» y «El doctor Criollin».

## Miss Chocozuela
El Miss Chocozuela fue una parodia que hacía Radio Rochela cada año del Miss Venezuela, el cual siempre era transmitido el lunes siguiente al día del certamen (o una semana después). Era presentado en la parodia como el «magno evento de la pereza», consistía en elegir a la mujer más fea del país. 
Se mostraban apegados a las situaciones del certamen original, como musicales, trajes de gala, etc. En la parodia, en lugar de los nombres de las entidades federales de Venezuela que cada una de las misses representa se usaban nombres extraños como Miss Hielito Capital, Miss Muñequitos, Miss Estatizada, etc., o nombres referentes a las situaciones de la época como Miss Bolívar Fuerte, Miss Apagones, Miss Poder Popular, etc. 
Los nombres también eran parodiados como el presentador Daniel Sarcos, quien se le parodiaba como «Daniel Charcos», y la presentadora Maite Delgado, parodiada como «Maite Delado»; se debe destacar que las misses eran actuadas por hombres y, en algunos casos, por mujeres.
Las letras de los musicales también eran cambiadas como el himno del Miss Venezuela (el cual iniciaba: «en una noche tan linda como esta», mientras que el himno del Miss Chocozuela era «en una noche tan chimba como esta»). Los presentadores del Miss Chocozuela lo catalogaban como el show más aburrido y fastidioso.
Desde loa años 60 se hace esta parodia ya que en aquel tiempo el certamen Miss Venezuela se transmitió a través de RCTV desde 1962 hasta 1972 cuando Venevisión adquirió los derechos.

## Reparto
Muchos cómicos venezolanos populares han trabajado en Radio Rochela. Todos los miembros han tenido la capacidad de caracterizar personajes famosos (fuesen políticos, artistas, etc.) debido a que el programa parodiaba o hacia referencias constantemente hacia celebridades y políticos.
     Actores vivos de Radio Rochela
| Nombre                       | Vida        | Apodo                      | Inicio de actividad | Cese de actividad |
| ---------------------------- | ----------- | -------------------------- | ------------------- | ----------------- |
| Tito Martínez del Box †      | 1905 - 1987 | - Conductor del programa - | 1959 / Fundador     | 1984              |
| Ricardo Pimentel †           | 1916 - 1978 | Papa Frita                 | 1959 / Fundador     | 1978              |
| Kiko Mendive †               | 1919 - 2000 | Casanova                   | 1959 / Fundador     | 1999              |
| Martha Olivo †               | 1920 - 2016 | Malula                     | 1970                | 1996              |
| Charles Barry †              | 1922 - 2000 | Cogollito                  | 1959 / Fundador     | 1999              |
| César Augusto Granados †     | 1929 - 2009 | Bólido                     | 1959 / Fundador     | 2000              |
| Josefina Rojas †             | 1929 - 2016 | Fina                       | 1959 / Fundador     | 1985              |
| Irma Palmieri †              | 1931 - 2015 | Hortensia                  | 1972                | 1990              |
| Roberto García †             | 1932 - 2012 | Yeyo                       | 1960                | 1995              |
| Manolo Malpica †             | 1932 - 2018 | Semillita                  | 1959 / Fundador     | 1996              |
| Beto Parra †                 | 1934 - 2017 | El taxista maracucho       | 1959 / Fundador     | 1994              |
| Virgilio Galindo †           | 1934 - 2004 | Ruyío                      | 1959 / Fundador     | 1992              |
| Pedro Alberto Martínez +     | 1934 - 2023 | Perucho Conde              | 1970                | 1972              |
| Jorge Citino                 | 1934 -      |                            |                     |                   |
| Juan Ernesto López †         | 1935 - 2018 | Pepeto                     | 1959 / Fundador     | 2010              |
| José Díaz †                  | 1936 - 2013 | Joselo                     | 1960                | 1964              |
| Jorge Tuero †                | 1936 - 1999 | Cole'gallo                 | 1961                | 1991              |
| Elisa Parejo                 | 1937 -      |                            | 1959 / Fundador     | 2010              |
| Cayito Aponte †              | 1938 - 2018 | Cayito                     | 1959 / Fundador     | 2010              |
| Pedro Elías Belisario †      | 1939 - 1976 | Belisario                  | 1959 / Fundador     | 1976              |
| José Ignacio Cadavieco       | 1940 -      |                            | 1959 / Fundador     |                   |
| Romelia Agüero               | 1940 -      | La Guara                   |                     |                   |
| Pedro Soto †                 | 1941 - 2009 | El Gato                    | 1960                | 2003              |
| Olimpia Maldonado †          | 1941 - 2019 |                            |                     |                   |
| Américo Navarro              | 1942 -      | Navarrete                  | 1959 / Fundador     | 1992              |
| Toco Gómez †                 | 1942 - 2024 | Togolo                     | 1960                | 1964              |
| Haydeé Tosta †               | 1943 - 2017 | La Calga ancha             |                     |                   |
| Édgar Guevara                | 1943 -      | Tarazona                   | 1982                | 1988              |
| Ariel Fedullo                | 1943 -      |                            |                     |                   |
| Nelson Paredes †             | 1944 - 2017 | Cara de piedra             | 1979                | 2010              |
| Carlos Villagrán             | 1944 -      | Quico                      | 1981                | 1982              |
| Gilberto Varela              | 1944 -      |                            | 1964                | 1984              |
| Leida Altagracia Torrealba † | 1947 - 2001 | La negra Enetina Mogollón  |                     |                   |
| Víctor Cuica †               | 1949 - 2020 |                            |                     |                   |
| Honorio Torrealba †          | 1950 - 2010 | Tira besitos               | 1977                | 1988              |
| Ricardo Gruber †             | 1952 - 2021 |                            |                     |                   |
| Henry Rodríguez              | 1952 -      | El galán de Maracay        | 1975                | 1992              |
| Norah Suárez                 | 1952 -      |                            | 1990                | 2010              |
| Nelly Pujols                 | 1953 -      | Flora                      | 1980                | 1993              |
| Betty Hass                   | 1954 -      |                            |                     |                   |
| Gaetano Ruggiero             | 1955-       | Che gaetano                | 1992                | 2010              |
| Ismael Orlando Alviárez †    | 1957 - 2020 | Medio                      | 1985                | 1989              |
| Martha Piñango †             | 1958 - 1999 | Martita                    | 1975                | 1999              |
| Gioconda Pérez               | 1960 -      | La Negrita Catanare        |                     |                   |
| Emilio Lovera                | 1961 -      | Diente 'e Conejo           | 1980                | 2005              |
| Laureano Márquez             | 1963 -      | Laureano Márquez           | 1987                | 1998              |
| Lourdes Valera †             | 1963 - 2012 | Lulú                       | 1979                | 1983              |
| Ivette Domínguez             | 1964 -      |                            | 1990                | 2002              |
| César Quintana               | 1966 -      | Nené Quintana              | 1984                | 2003              |
| Carlos Rodríguez             | 1968 -      | Rafucho                    | 1992                | 2007              |
| Juan Carlos Barry            | 1969 -      | El Machazo                 | 1990                | 2010              |
| Napoleón Rivero              | 1972 -      |                            |                     |                   |
| Wendy Bermejo                | 1979 -      |                            | 2005                | 2007              |
| Gladiuska Acosta             | 1974 -      | La Coconaza                |                     |                   |
| Karla Luzbel †               | 1930 - 2019 |                            |                     |                   |
| Roberto Hernández †          | 1915 - 1989 |                            |                     |                   |
| Milton Izquierdo             | 1938 -      |                            |                     |                   |
| Víctor Hernández             |             |                            |                     |                   |
| José Antonio Gutiérrez †     |             | Telaraña                   |                     |                   |
| Jackeline Marquéz            |             |                            |                     |                   |
| Nancy Soto                   | 1938 -      |                            |                     |                   |
| José Vázquez                 |             | Cheché                     |                     |                   |
| Joseline Rodríguez           |             |                            |                     |                   |
| Roy Díaz                     |             |                            |                     |                   |
| Maribel Zambrano             |             |                            |                     |                   |
| Pedro Vicente Linares        |             |                            |                     |                   |
| Argenis Angarita †           |             |                            |                     |                   |
| Yobetzy Becerra *            | 1988 -      | La Pudrisiña               |                     |                   |
| Anyer Torres                 |             |                            | 2004                |                   |

## Producción
- Titular de Derechos de Autor de la obra original - Radio Caracas Televisión C.A.
- Producida por - Radio Caracas Televisión C.A.
- Vice-Presidente de Dramáticos, Humor y Variedades RCTV Radio Caracas Televisión C.A. - José Simón Escalona.
- Director Creativo de Contenidos Humorísticos / Jefe de Escritores. - Álvaro Ignacio Nacho Palacios.
- Los jueves y viernes eran los días de grabación del programa, con algunas excepciones.[12]